# Fribourg Cardinals 2023
Questa voce raccoglie le informazioni riguardanti i Fribourg Cardinals nelle competizioni ufficiali della stagione 2023.

## Lega C 2023

### Stagione regolare
| 23 aprile 2023 3ª giornata | Morges Bandits | 22 – 12 | Fribourg Cardinals |  |

| 30 aprile 2023 4ª giornata | Fribourg Cardinals | 0 – 6 | Lausanne LUCAF Owls |  |

| 7 maggio 2023 5ª giornata | Neuchâtel Knights | 18 – 14 | Fribourg Cardinals |  |

| 14 maggio 2023 6ª giornata | Fribourg Cardinals | 18 – 25 | Geneva Whoppers |  |

| 21 maggio 2023 7ª giornata | Fribourg Cardinals | 20 – 21 | Neuchâtel Knights |  |

| 4 giugno 2023 9ª giornata | Geneva Whoppers | 27 – 12 | Fribourg Cardinals |  |

| 18 giugno 2023 11ª giornata | Lausanne LUCAF Owls | 50 – 0 | Fribourg Cardinals |  |

| 25 giugno 2023 12ª giornata | Fribourg Cardinals | 28 – 9 | Morges Bandits |  |

## Statistiche di squadra
| Competizione      | %Vittorie | In casa | In casa | In casa | In casa | In casa | In casa | In trasferta | In trasferta | In trasferta | In trasferta | In trasferta | In trasferta | Totale | Totale | Totale | Totale | Totale | Totale |
| Competizione      | %Vittorie | G       | V       | N       | P       | Pf      | Ps      | G            | V            | N            | P            | Pf           | Ps           | G      | V      | N      | P      | Pf     | Ps     |
| ----------------- | --------- | ------- | ------- | ------- | ------- | ------- | ------- | ------------ | ------------ | ------------ | ------------ | ------------ | ------------ | ------ | ------ | ------ | ------ | ------ | ------ |
| Stagione regolare | .125      | 5       | 1       | 0       | 3       | 66      | 61      | 4            | 0            | 0            | 4            | 38           | 117          | 8      | 1      | 0      | 7      | 104    | 178    |
| Totale            | .125      | 4       | 1       | 0       | 3       | 66      | 61      | 4            | 0            | 0            | 4            | 38           | 117          | 8      | 1      | 0      | 7      | 104    | 178    |